# Critical Reviews in Eukaryotic Gene Expression
Critical Reviews in Eukaryotic Gene Expression è una rivista scientifica trimestrale edita dalla Begell House. La rivista pubblica articoli di revisione su argomenti relativi alla regolazione genica, all'organizzazione e alla struttura in contesti di controllo biologico e diagnosi/trattamento delle malattie.
Secondo il Journal Citation Reports, il fattore di impatto nel 2018 è stato pari a 1.841. Al 2024, il fattore di impatto è 1.5, posizionando la rivista nell'ultimo quartile delle categorie "Genetica e eredità" ed "Biotecnologia e microbiologia applicata".
I redattori capo sono Gary S. Stein, Janet L. Stein e Jane B. Lian.

## Articoli notevoli
Keesee SK, Briggman JV, Thill G e Wu YJ, Utilization of nuclear matrix proteins for cancer diagnosis., in Critical Reviews™ in Eukaryotic Gene Expression, n. 6, 1996,  pp. 2-3. (matrice nucleare)